# El padre Gallo (série télévisée, 1970)
Pour les articles homonymes, voir El padre Gallo.
El padre Gallo, était une telenovela chilienne diffusée en 1970 par TVN Chili.

## Acteurs et personnages
- Arturo Moya Grau : Padre Gallo
- Leonardo Perucci : Patricio Robles
- Peggy Cordero : Brisa
- Mario Montilles : Leonardo
- Enrique Heine :Polo
- Eliana Vidal : Aurora
- Lila Mayo : Auristela
- Jorge Sallorezo : Rafael
- Pepe Harold : Harold
- Alfredo Mendoza : José
- Marcelo Gaete : Luis
- Guillermo Bruce : Lolo

## Versions
- El padre Gallo (1986)